# Thermique du bâtiment
Vous pouvez aider à l'améliorer ou bien discuter des problèmes sur sa page de discussion.
- Il ne cite pas suffisamment ses sources. Vous pouvez indiquer les passages à sourcer avec {{référence nécessaire}} ou {{Référence souhaitée}}, et inclure les références utiles en les liant aux notes de bas de page. (Marqué depuis novembre 2013)
- Il a besoin d'un nouveau plan. (Marqué depuis novembre 2013)

- Archive Wikiwix
- Bing
- Cairn
- DuckDuckGo
- E. Universalis
- Gallica
- Google
- G. Books
- G. News
- G. Scholar
- Persée
- Qwant
- (zh) Baidu
- (ru) Yandex
- (wd) trouver des œuvres sur Wikidata

La thermique du bâtiment est une discipline de la thermique qui étudie les besoins énergétiques des bâtiments. Elle aborde principalement les notions d'isolation thermique et de ventilation afin d'offrir le meilleur confort thermique aux occupants. Elle aborde aussi les problèmes de fourniture d'énergie pour le chauffage ou le refroidissement et de production d'eau chaude sanitaire.
L'ensemble des parties d'un bâtiment est soumis aux transferts thermiques, qui sont des échanges de chaleur entre le milieu chaud et le milieu froid (généralement de l'intérieur vers l'extérieur). La connaissance et la maîtrise de ces transferts permet une gestion de la facture énergétique d'un bâtiment. Leur diminution permet de maintenir une température tempérée à l'intérieur du bâtiment en y apportant le moins d'énergie possible. Elle permet également d'orienter la conception du bâtiment dans un cadre réglementaire.
Une étude complète nécessite de distinguer les sources de chaleur internes et externes au bâtiment, c'est-à-dire les parties actives, des parties passives comme les surfaces extérieures, les vitres, la toiture par exemple.

## Définition
La thermique du bâtiment décrit les échanges thermiques qui se réalisent entre un bâtiment et son environnement. Cette analyse va reposer sur toute une série de facteurs qui sont d'ordre environnemental :
- l'emplacement géographique d'un bâtiment (longitude, latitude, altitude) et les données climatiques afférentes ;
- l'implantation générale du bâtiment : relief accidenté, rase campagne, forêt, contexte urbain ou rural (Voir aussi îlot de chaleur urbain) ;
- la nature du sol ;

fonctionnels, résidentiels ou autres :
- deux bâtiments ne sont pas identiques par leur fonction. On ne chauffe, n'isole, ou ne ventile pas de la même manière un hôpital, une école, une habitation et un entrepôt. Certains établissements ont des plages d'utilisation journalières, des heures d'ouverture et de fermeture. La chaleur à délivrer, l'eau à chauffer, l'humidité à évacuer varient d'une affectation à l'autre. Dans le cas de bâtiment à usage collectif, la chaleur corporelle dégagée par les personnes présentes dans une même pièce n'est pas à négliger et varie suivant l'activité physique exercée, modérée ou intensive . Dans une usine, certains types d'activité menant à des dégagements toxiques obligent à renouveler l'air de manière intense, ce qui est source de déperdition thermique. Des profils d'utilisation types peuvent être dégagés pour chaque affectation ;
- l'éclairage, l'usage de machines et ordinateurs, les équipements électroménagers produisent plus ou moins de chaleur, qu'il faut ajouter au bilan thermique ;

et d'autre part, liés à la nature des matériaux et composants employés dans la construction du bâtiment :
- les parois extérieures, murs, planchers et toitures sont considérés comme des surfaces d'échange thermique que l'on doit considérer relativement à leur orientation, leurs dimensions physiques, les matériaux de construction employés considérés dans leur épaisseur, leurs propriétés thermiques, les surfaces extérieures considérées dans leur couleur, la texture de leur surface (rugosité), leur réflectivité (albédo). Lorsqu'il s'agit de surface vitrée, on doit tenir compte de la transmittance des vitres (facteur solaire). Pour chacune de ces parois, on doit envisager l'exposition au soleil, les protections éoliennes, les ombres portées sur le bâtiment par les éléments bâtis ou végétaux proches, etc., et, dans le cas des baies vitrées, les protections solaires éventuelles.
- D'autre part, ces parois sont plus ou moins étanches ou perméables à l'air, ce qui peut être source de déperdition thermique.
- Les parois intérieures sont considérées dans leur masse et contribuent à ce qu'on appelle l'inertie thermique et le déphasage thermique, la capacité à accumuler et d'autre part à restituer à court ou moyen terme la chaleur accumulée.

Ensuite, la thermique du bâtiment doit considérer l'homme comme un instrument de mesure subjectif : le confort thermique repose sur la notion complexe de sensation de chaud à laquelle nous associons la notion de température. Dans un environnement idéal, le corps ne doit jamais éprouver de sentiment incommodant de froid ou de chaud excessif (Voir la notion de surchauffe).
Les matériaux employés sont plus ou moins conducteurs de chaleur ou isolants.
La thermique du bâtiment s'intéresse ensuite aux moyens à mettre en œuvre pour réaliser ce confort thermique : tant au niveau de la conception du bâtiment (partis architecturaux, orientation, exposition, étanchéité à l'air, protections solaires) que dans la mise en œuvre et le choix des matériaux (isolants thermiques) et systèmes et dimensionnement des chauffage et climatisation, etc.
Une étude thermique est réalisée par un thermicien qui va s'appuyer sur les réglementations thermiques locales, des données délivrées par des organismes officiels, des fabricants de matériaux, des organismes de certification, pour établir un document qui établit qu'un bâtiment rentre dans telle classe d'isolation officielle, ou correspond à tel label énergétique.
Le thermicien peut s'appuyer sur des outils informatiques, qui vont réaliser une simulation thermique statique ou une simulation thermique dynamique.

### Connexion avec d'autres postes
On va mesurer la pertinence d'un parti thermique à l'aune des calories qu'il faudra ajouter ou retirer pour réaliser le confort thermique, aux coûts immédiats ou à long terme que cela engendrera, liés au techniques et matériaux employés, à la pérennité à la durabilité de ceux-ci (à l'énergie qu'il aura fallu pour les fabriquer et les acheminer (énergie grise), aux coûts énergétiques, à l'empreinte carbone, aux possibilités de recyclage). Enfin, on se souciera de l'impact environnemental de chacun des matériaux, techniques, et sources d'énergie primaires employés à cet effet.
Si ces considérations ne sont pas toutes strictement du domaine de l'étude thermique, elles sont au cœur de la réflexion posée par certains labels ou normes, et pour certaines, intégrées comme paramètre dans les programmes de simulation thermique.

## Échanges de chaleur de l'homme avec son environnement
La température corporelle humaine normale se situe entre 36,1 °C et 37,8 °C. Le corps réalise sans arrêts des échanges thermiques par rayonnement, convection, conduction et évapotranspiration avec l'environnement dans lequel il se trouve. On peut de même qualifier l'homme d'émetteur puisqu'il émet de la chaleur en quantité qu'on est amenée à considérer quand on dimensionne une pièce occupée par un nombre important de personnes telle une salle de classe. On estime qu'un corps au repos émet 60 W.
Une ambiance dite confortable sera à l'intersection de plusieurs facteurs changeants, avec parmi ceux-ci : la température de l'air et la température radiante ; l'humidité relative de l'air ; le mouvement de l'air.

## Notions physiques et énergétiques

### Déperdition thermique

Déperditions thermiques d'un bâtiment.

Un échange de chaleur se produit entre deux milieux lorsqu'il existe une différence de température entre ces deux milieux. La chaleur se propage d'un milieu chaud vers le milieu froid par conduction, rayonnement et convection.
L'« enveloppe thermique » d'un bâtiment est la surface qui sépare le volume intérieur chauffé du bâtiment de l'environnement extérieur. Elle est définie par les parois extérieures du bâtiment. C'est autour de cette enveloppe qu'opèrent les échanges de chaleur, appelés aussi transferts thermiques, qui influeront sur les besoins de chauffage ou de rafraîchissement du bâtiment.
De manière générale, depuis le milieu intérieur, les calories atteignent les parois extérieures par convection et rayonnement, passent au travers de celle-ci par conduction, et s'échappent à nouveau par convection et rayonnement.
Déterminer les déperditions thermiques d'un bâtiment revient à calculer les flux thermiques additionnés qui traversent ses parois.
Pour les murs
Le mur transmet la chaleur par conduction dans son épaisseur entre l'intérieur et l'extérieur du bâtiment. Le vent accélère l'échange thermique à la surface extérieure du mur par convection. Le Soleil chauffe le mur par rayonnement. Le mur chaud rayonne aussi la nuit vers le ciel.
Pour les fenêtres
La vitre transmet la chaleur par conduction dans son épaisseur entre l'intérieur et l'extérieur du bâtiment. Le vent refroidit la vitre par convection. Le Soleil chauffe l'intérieur de la pièce à travers la surface transparente. L'intérieur de la pièce lui-même perd une partie de son énergie par rayonnement vers l'extérieur. Mais la vitre bloque une grande partie du rayonnement infrarouge émis (principe de l'effet de serre).
Pour la toiture
Le Soleil réchauffe le toit par rayonnement. La chaleur du Soleil est transmise à travers le toit au reste du bâtiment. Le vent refroidit le toit avec un vent frais.
Pour le plancher
La chaleur est échangée entre le bâtiment et le sol à travers l'épaisseur de la dalle par conduction. Les échanges convectifs n'interviennent que si la dalle est située sur un vide sanitaire ventilé. Il n'y a pas d'échange par rayonnement.

### Conductivité thermique
Notée λ (ou k en anglais), la « conductivité thermique » ou « conductibilité thermique » est une grandeur physique caractérisant le comportement des matériaux lors du transfert thermique par conduction. C'est le flux de chaleur qui traverse 1 mètre carré d'une paroi de 1 mètre d'épaisseur lorsque la différence de température entre les deux faces de cette paroi est de 1 degré. Dans le Système international d'unités, la conductivité thermique est exprimée en watts par mètre-kelvin, (W·m-1·K-1).
Plus {\displaystyle \lambda } est petit, plus le matériau est isolant.
λ augmente en proportion négligeable avec la température mais surtout avec l'humidité contenue dans le matériau. L'eau a une conductivité thermique 25 fois supérieure à celle de l'air : si l'eau vient à remplacer l'air dans les pores du matériau, la performance de celui-ci s'en trouve gravement amoindrie. La pose d'un isolant dans les règles de l'art va donc souvent de pair avec le soin apporté à l'étanchéité et la connaissance en isolation thermique avec la connaissance des habituels problèmes d'humidité dans la construction.
Comme le coefficient de conductivité thermique d'un matériau varie en fonction de la température et de l'humidité de celui-ci, les documentations technico-commerciales des matériaux doivent préciser avec la valeur du λ et les conditions dans lesquelles cette valeur est obtenue. Cette valeur lambda déclarée doit être éventuellement certifiée par un agrément technique.
D'autre part, on opère une distinction entre λi, la conductivité thermique d'un matériau dans une paroi intérieure ou dans une paroi extérieure à condition que le matériau soit protégé contre l'humidité due à la pluie ou à la condensation, et d'autre part λe, la conductivité thermique du même matériau non protégé contre l'humidité due à la pluie ou à la condensation.
Pour les matériaux anisotropes, c'est-à-dire présentant des propriétés différentes selon les directions du fait qu'ils ne sont pas homogènes (c'est le cas pour une maçonnerie de blocs creux), il n'est pas possible de donner une valeur de conductivité thermique exploitable dans les calculs. On leur donne donc une valeur de résistance thermique (RT), issue d'une expérimentation en laboratoire.

### Résistance thermique
Le flux de chaleur traversant un matériau paroi dépend de son épaisseur et de sa conductivité thermique λ. La résistance thermique met en relation l'épaisseur et la conductivité thermique :
{\displaystyle R_{T}={\frac {e}{\lambda }}}
où :
- {\displaystyle e} est l'épaisseur en m
- {\displaystyle \lambda } est la conductivité thermique en W K-1 m-1
- {\displaystyle R_{T}} (ou simplement {\displaystyle R}) est la résistance thermique en mètres carrés-kelvins par watt (m2.K.W-1)

Plus {\displaystyle R_{T}} est grand, plus la paroi est isolante.

### Transmission calorifique
Le coefficient de transfert thermique U, anciennement appelé k, est l'inverse de R.
{\displaystyle U={\frac {1}{R}}_{T}}
Plus {\displaystyle U} est faible plus la paroi est isolante.
Ce n'est que par commodité de calcul qu'il faut d'abord déterminer R, avant de connaître U.

### Déperdition thermique d'une paroi
Calculer la déperdition thermique d'une paroi revient à calculer le flux thermique qui la traverse.
En pratique, une paroi est constituée de plusieurs couches de matériaux d'épaisseurs et de conductivités différentes. La résistance thermique totale d'une paroi est la somme des résistances thermiques de chacune de ses couches, à savoir :
- La résistance de chacune des couches ;
- À la surface intérieure et extérieure de la paroi, deux résistances supplémentaires qui sont dues à une mince couche d'air quasi immobile dans lesquelles la transmission de chaleur se fait par convection et par rayonnement. La valeur « R superficiel », (ou Résistance thermique d’échange superficiel) dépend de l'inclinaison de la paroi et est donnée par les textes officiels de chaque pays. R intérieur est toujours plus grand que R extérieur du fait que les mouvements d’air sont plus importants à l’extérieur qu’à l’intérieur ;
- La résistance thermique des couches d'air et coulisses ventilées, qui donnent lieu à diverses interprétations, selon qu'elles sont fortement ou faiblement ventilées ;
- Un éventuel facteur de correction lié à la mise en œuvre des matériaux.

Ainsi, pour un mur constitué de n couches : {\displaystyle R_{T}=R_{si}+\sum _{i=1}^{n}{R_{i}}+R_{se}+R_{cor}}
où :
- {\displaystyle R_{T}} est la résistance thermique totale de l'ensemble de la construction ;
- {\displaystyle R_{i}} est la résistance thermique de chaque couche i constituant la construction ;
- {\displaystyle R_{si}} est la résistance thermique d’échange de la surface intérieure ;
- {\displaystyle R_{se}} est la résistance thermique d’échange de la surface extérieure ;
- {\displaystyle R_{cor}} est le facteur de correction ;

Toutes exprimées en mètres carrés-kelvins par watt (m2.K.W-1).
Le coefficient de transmission thermique de la paroi s'obtient par la formule {\displaystyle U={\frac {1}{R}}_{T}}
La densité de flux thermique {\displaystyle \varphi }, exprimée en watts par mètre carré s'obtient par la formule {\displaystyle \varphi =U{\Delta T}}
Le flux thermique {\displaystyle {\Phi }} exprimé en watts s'obtient par la formule {\displaystyle {\Phi }=\varphi S}
- {\displaystyle {\Delta T}} est la différence de température en degrés Celsius (°C) ou en kelvins (K).
- {\displaystyle S} est la surface d'échange en mètres carrés.

### Isoler une paroi
L'isolation thermique vise à diminuer les échanges de chaleur entre l'intérieur et l'extérieur par interposition d'un matériau ayant la capacité de conduction la plus faible possible. L'isolation thermique peut avoir pour but de garder la chaleur présente dans le bâtiment en hiver ou d'éviter le réchauffement pendant l'été.

### Niveau d'isolation thermique d'un bâtiment
Le niveau d'isolation thermique d'un bâtiment est une grandeur qui détermine le niveau d'isolation thermique d'un bâtiment.

### L'inertie thermique
L'inertie thermique est quantifiée par deux grandeurs physiques essentielles : la diffusivité thermique et l'effusivité thermique. Celles-ci sont fonction de :
- la conductivité thermique du matériau (λ) ;
- la capacité thermique massique du matériau (c) ;
- la masse volumique (ρ) ;
- et, éventuellement, la capacité thermique volumique, produit des deux derniers.

Appliquée à un matériau de construction, une paroi, un local ou un bâtiment, la capacité thermique représente la quantité de chaleur que ceux-ci emmagasinent lorsque leur température augmente d'un degré. Cette quantité est généralement liée à la masse volumique.
D'une manière générale : un matériau dense aura une meilleure inertie thermique, tandis qu'un matériau léger aura une inertie thermique moindre.
Dans une pièce revêtue intérieurement d'une couche d'isolant ou une cloison de doublage légère, l'inertie thermique est faible. Il suffit de peu de temps pour réchauffer l'air de la pièce, ce qui est un avantage. Par contre, en été, le moindre rayon de soleil fait monter la température brutalement et cette dernière baisse aussi vite qu'elle a monté lorsque le soleil disparaît. La sensation d'inconfort est nette.
L'utilisation de murs massifs intérieurs et une isolation extérieure permettent d'augmenter l'inertie thermique et de réduire les variations de température.
La capacité thermique volumique et la masse volumique sont indiquées dans les spécifications techniques des matériaux entrant dans la construction des bâtiments.

## Consommation énergétique d'un bâtiment
On appelle consommation énergétique du bâtiment ou indice énergétique la consommation annuelle d'énergie du bâtiment nécessaire au chauffage divisée par la surface chauffée.
- la consommation d'énergie est exprimée en kilowattheures par an (kWh/an), elle comptabilise les besoins de chauffage du bâtiment, et les besoins pour la production d'eau chaude sanitaire ;
- la surface de référence énergétique est exprimée en mètres carrés (m2).

La consommation énergétique, ou indice énergétique, est donc une puissance par unité de surface, exprimée en kilowattheures par mètre-carré et par an (kWh/(m2.an)).
La consommation énergétique d'un bâtiment dépend non seulement des performances thermiques du bâtiment (isolation, compacité, apports solaires passifs, etc.) mais aussi de la consigne de température souhaitée par les habitants. En effet, une hausse de température de consigne de 1 °C peut engendrer, selon les bâtiments, une augmentation de la consommation d'énergie de 6 % à 20 %.
Cette définition n'est pas unique. Selon les pays, les usages peuvent varier. En particulier, la surface de référence retenue au dénominateur qui peut tenir compte ou non de l'épaisseur des murs, exclure ou non les pièces techniques (cages d'ascenseur, chaufferie), exclure une partie de l'espace au sol selon la hauteur du plafond, etc. D'autre part, le numérateur peut inclure, outre les consommations de chauffage, les consommations de climatisation, les consommations électriques etc. Il peut aussi ne représenter que les besoins de chauffage, c'est-à-dire sans tenir compte de la performance de l'équipement de chauffage effectivement mis en œuvre.

## Isolation thermique du bâtiment

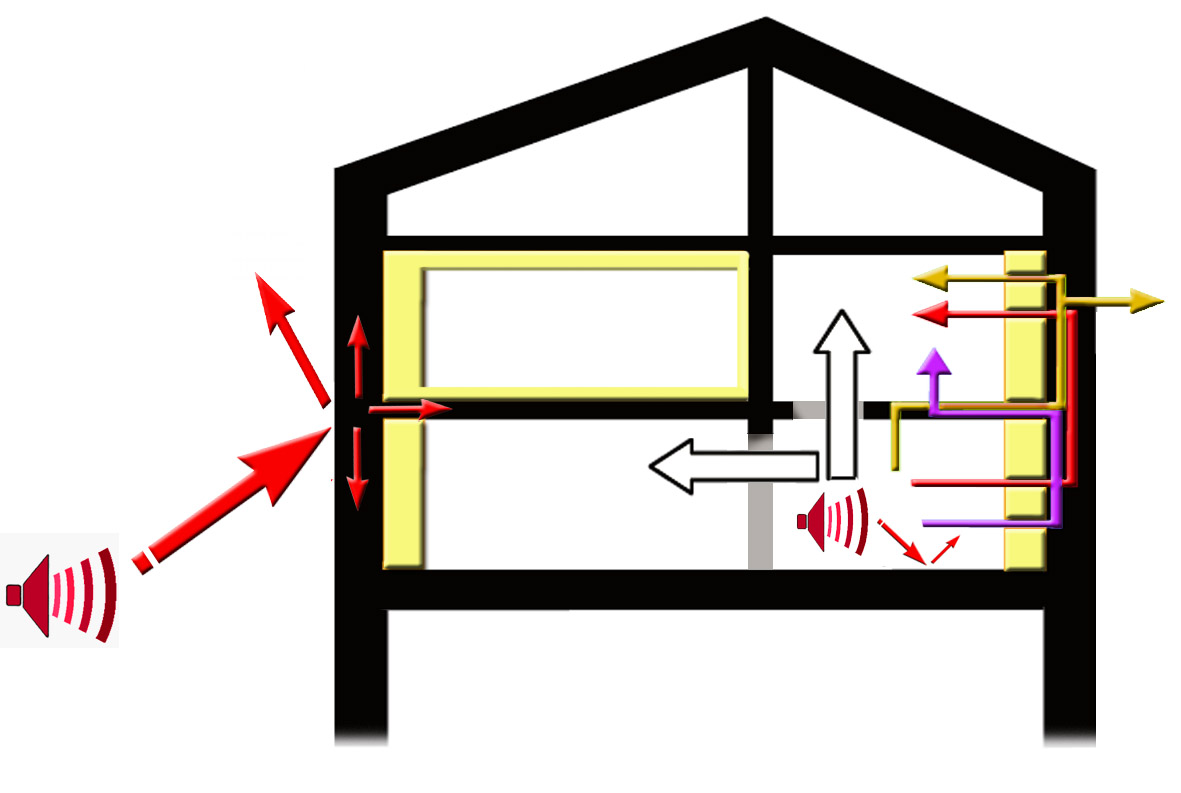
L'isolation thermique peut interférer avec l'isolation phonique, de plusieurs manières, notamment selon que l'isolation soit extérieure ou intérieure

L'Isolation thermique du bâtiment décrit les moyens mis en œuvre pour assurer l'isolation thermique de l'enveloppe d'un bâtiment.

## Chauffage

### Chauffage passif
Le chauffage passif consiste à utiliser le rayonnement solaire, le choix des matériaux et l'orientation des parois de l'enveloppe thermique afin de chauffer directement le bâtiment par le rayonnement solaire sans transformation énergétique. À l'heure actuelle, dans les pays tempérés, le chauffage passif n'est pas suffisant pour couvrir l'intégralité des besoins de chauffage alors qu'il est possible sous d'autres latitudes. Dans de nombreuses régions (par exemple zones tropicales), la notion même de chauffage n'existe pas du fait du chauffage passif par l'air ou le soleil. Se pose alors éventuellement la question du refroidissement des locaux.
Le chauffage passif sert en général à réduire les besoins. Un système de chauffage actif est donc utilisé en complément.

### Sources de chaleur
Différents types d'énergies et différents systèmes de diffusion de chaleur sont utilisés pour chauffer les bâtiments. Ces choix sont réalisés selon les spécificités locales : dimensions du bâtiment, énergies disponibles sur place. On peut distinguer les agents énergétiques utilisés pour le chauffage selon qu'ils sont des énergies de réseau ou non.

### Énergies de réseaux
Les énergies de réseaux sont celles qui sont disponibles via un réseau auquel le bâtiment est connecté. Les énergies de réseau sont :
- le gaz, le chauffage est réalisé par la combustion du gaz dans une chaudière, un fluide caloporteur (généralement de l'eau) permet de diffuser la chaleur dans un réseau dédié à l'intérieur du bâtiment ;
- les réseaux de chaleur à distance. La chaleur est produite dans une usine proche, généralement par la combustion d'un agent énergétique (fioul, gaz, bois, déchets...). Le réseau distribue la chaleur par un le biais d'un fluide caloporteur circulant dans des conduites souterraines. Un échangeur thermique fournit la chaleur à un réseau secondaire propre au bâtiment et la chaleur est ensuite diffusée dans les locaux ;
- l'électricité, le chauffage est réalisé par des convecteurs, des radiateurs ou une pompe à chaleur qui peuvent diffuser la chaleur par convection ou rayonnement dans la pièce.

### Énergies autres
Les bâtiments n'utilisant pas une énergie de réseau sont tous chauffés par un réseau basé sur un fluide caloporteur (généralement de l'eau). Différentes solutions sont utilisées pour chauffer ce fluide à la température nécessaire.
Panneaux solaires thermiques
L'énergie provient du Soleil. Ce dernier émet un rayonnement électromagnétique qui, au contact du panneau solaire, fait monter en température le fluide caloporteur. Un panneau solaire thermique est constitué d'un tube dans lequel circule un fluide. Ce tube est situé dans entre une paroi noire qui absorbe l'énergie thermique et une paroi de verre. La paroi de verre est transparente au rayonnement solaire (principalement situé dans le visible) mais est opaque au rayonnement infrarouge (rayonnement du panneau). Il se constitue un effet de serre dans le panneau solaire.
L'utilisation de panneaux solaires thermiques convient à des bâtiments pour lesquels l'indice énergétique est faible. Cependant si les besoins énergétiques du bâtiment sont élevés, le solaire thermique peut-être utilisé en parallèle à une autre solution.
Chaudière à combustible
Une chaudière permet, par la combustion d'un agent énergétique, la production de chaleur. Le fluide caloporteur diffuse ensuite la chaleur à travers un réseau dédié, propre au bâtiment. Les différents combustibles qui sont utilisés par une chaudière pour le chauffage d'un bâtiment sont :
- le fioul ;
- le bois ;
- le gaz (dans des sites ne disposant pas du gaz comme d'une énergie de réseau des réservoirs individuels peuvent être utilisés).

Pompe à chaleur
Les pompes à chaleur, ou PAC, se basent sur le principe du cycle frigorifique que l'on trouve également dans les réfrigérateurs. La chaleur fournie par l'environnement extérieur permet de vaporiser le fluide de la pompe à chaleur, un compresseur généralement alimenté électriquement permet d'augmenter la pression du fluide alors à l'état gazeux. Le fluide circule ensuite dans un condenseur, libérant ainsi de l'énergie captée par le système de chauffage du bâtiment. Le fluide rejoint ensuite l'évaporateur par une soupape de détente.
On distingue trois types de pompes à chaleur pour la thermique du bâtiment, selon le type d'environnement extérieur utilisé pour l'évaporateur : air ; sol ; eau.
Couplage chaleur-force
Le couplage chaleur-force (ou cogénération) est un système basé sur un moteur à combustion. La combustion de gaz ou de fioul par le moteur entraîne la production d'électricité par un alternateur, la chaleur émise par le moteur et par les gaz d'échappement est récupérée et sert à chauffer le bâtiment. Ce système produit de l'électricité pour les besoins du bâtiment et de la chaleur pour le chauffage. Le rendement énergétique d'un tel système est compris entre 90 et 95 %.
Le cas du foyer de cheminée
La production de chaleur est due à la combustion du bois dans le foyer de la cheminée. Les transferts thermiques sont les suivants :
- Conduction : la paroi de la cheminée est chaude et la chaleur est diffusée vers l'extérieur.
- Convection : l'air réchauffé à proximité du foyer est mis en mouvement et remplacé par de l'air frais.
- Rayonnement : devant la cheminée la chaleur est émise sous forme de rayonnement.

Dans le cas d'une cheminée à foyer ouvert, environ 90 % de la chaleur libérée par la combustion du bois est perdue avec les fumées par l'effet de tirage thermique de la cheminée elle-même. Pour un foyer fermé (insert), ces pertes sont réduites autour de 60 %.

### Diffusion de la chaleur dans le bâtiment
Radiateur : son principe repose sur l'émission d'un rayonnement thermique. L'eau chaude porte les ailettes du radiateur à une température supérieure à celle de la pièce. Ces ailettes émettent ensuite un rayonnement, essentiellement dans l'infra-rouge, qui en première approximation peut-être étudié comme celui du corps noir.
- Conduction lorsque la chaleur s'évacue par les parois du radiateur en contact avec un autre corps (mur, personne, ameublement).
- Convection lorsque l'air extérieur en contact avec le radiateur se réchauffe.

## Contexte actuel
De nombreux pays industrialisés et densément peuplés se situent dans des zones géographiques où le climat est caractérisé par des hivers froids. Les besoins de chauffage dans ces pays sont importants au cours de ces périodes. À l'inverse, dans les pays soumis à de fortes températures ou aux saisons chaudes, il peut être nécessaire de mettre en place des protections solaires voire des dispositifs de rafraichissement. Des mesures réglementaires sont prises par certains pays afin de limiter les besoins énergétiques des bâtiments ; on peut citer les règlementations thermiques et le diagnostic de performance énergétique en France.

## Outils de calcul
Évaluer les besoins annuels de chauffage ou de rafraîchissement d'un bâtiment requiert de disposer de très nombreuses données permettant de décrire précisément l'enveloppe du bâtiment, les conditions météorologiques et l'usage du bâtiment. À partir de ces éléments, il est possible d'appliquer les lois de la thermique propres aux différents types d'échanges thermiques (convection, conduction, rayonnement) pour en déduire les puissances instantanées mises en jeu à un instant donné. Pour obtenir un résultat pour une année, il existe des méthodes simplifiées annuelles ou mensuelles et des méthodes détaillées demandant beaucoup de calculs (pas de temps horaire ou de quelques minutes). Dans ce dernier cas on parle de simulation thermique dynamique du bâtiment.
Parmi les outils de calcul simplifié on peut citer :
- PHPP (Allemagne, spécifique aux bâtiments passifs)
- 3CL (France, méthode réglementaire)

Les outils de simulation thermique dynamique du bâtiment les plus répandus sont les suivants :
- TRNSYS (États-Unis d'Amérique, Allemagne, France)
- Design Builder + Energy Plus (États-Unis d'Amérique)
- Pleiades (France)
- ClimaWin (France)
- ESP-r (Écosse)
- DOE-2 (États-Unis d'Amérique)
- TAS (Royaume-Uni)
- CODYBA (France)
- IES (Virtual Environment - Écosse)
- WUFI (Allemagne)
- SISAL (Simulation de Systèmes Accessibles en Ligne - Belgique)
- Lesosai (Principalement Suisse, Luxembourg et présence croissante en France)